# Литтл, Джерри
Джерри Ли Литтл (англ. Jerry Lee Little; 1956, Маркс, Миссисипи — 18 февраля 1994) — американский серийный убийца, который с 1985 по 1988 год совершил убийство 4 женщин на территории города Сент-Луис, штат Миссури. К моменту ареста 32-летний Литтл был заядлым рецидивистом, проведшим в тюремном заключении более 17 лет своей жизни. В 1990 году он был приговорен к пожизненному лишению свободы.

## Биография
Джерри Литтл родился в 1956 году на территории города Маркс, штат Миссисипи в семье из 6 детей. В 1960 году его семья переехала в Сент-Луис, штат Миссури, где вскоре умер отец Литтла. Джерри воспитывался матерью и рос в социально-неблагополучной обстановке, вследствие чего много времени проводил на улице, общаясь с представителями маргинального слоя общества. В конце 1960-х из-за хронических прогулов и неуспеваемости Литтл бросил школу после окончания 6-го класса, стал сторонником духовных и материальных ценностей криминальной субкультуры, в связи с чем начал вести криминальный образ жизни. В 1971 году он был арестован по обвинению в изнасиловании. Джерри был осуждён и получил в качестве наказания 5 лет лишения свободы, которое он отбывал в учреждении для малолетних преступников. Отбыв в заключении 3 года, он получил условно-досрочное освобождение и вышел на свободу в 1974 году. Через несколько недель после освобождения Литтл принял участие в ограблении и групповом изнасиловании, за что снова был осуждён и приговорен к 20 годам лишения свободы. Литтл отбывал наказание в тюрьме «Missouri Eastern Correctional Center». В начале 1984 года он оказался на свободе, в очередной раз получив условно-досрочное освобождение. После освобождения Джерри Литтл женился на девушке, с которой познакомился во время тюремного заключения, нашел жилье и работу, но из-за отсутствия образования он был вынужден в течение двух последующих лет заниматься низкоквалифицированным трудом. Испытывая материальные трудности, Литтл стал увлекаться наркотическими веществами. В 1986 году он переехал в город Канзас-Сити, где вскоре был арестован за хранение марихуаны. Так как он нарушил условия испытательного срока, он был возвращён в тюрьму. На свободе он в очередной раз он оказался в августе 1987 года, после чего вернулся к жене в Сент-Луис, нашел работу на автомойке и поступил в вечернюю школу для получения среднего образования

## Разоблачение
В конце июля 1988 года Джерри Литтл попал в число подозреваемых в совершении убийств 28-летней Имоджен Джексон и католической монахини 50-летней Патрисии Энн Келли, которые проживали в том же многоквартирном доме, где с 1987 года Литтл проживал вместе со своей женой. Патрисия Энн Келли была убита 27 сентября 1987 года в офисе компании Missouri EnergyCare Inc., которая оказывала практическую помощь пожилым и малоимущим, помогала им в восстановлении их социального статуса, защите их прав и интересов. Женщина была изнасилована и задушена. Во время расследования выяснилось, что Литтл был знаком с жертвой и появлялся в офисе незадолго до совершения убийства. Косвенным подтверждением того факта, что погибшая была знакома со своим убийцей — явилось отсутствие следов проникновения на территорию офиса компании. Имоджен Джексон, которая проживала в том же многоквартирном доме, была изнасилована и убита 10 марта 1988 года. 4 августа 1988 года он был задержан и подвергнут допросу. К тому времени Джерри Литтл уже попадал в поле зрении полиции после убийства 60-летней Роуз Джексон, которая была задушена 19 декабря 1985 года. Литтл был знаком с ней, потому как Джексон была последовательницей «Баптистской церкви» и в начале 1980-х исполняла обязанности помощника тюремного капеллана в тюрьме, где он отбывал наказание. Незадолго до убийства женщины Литтл был замечен в ее апартаментах. Но так как в ходе расследования убийства никаких изобличающих улик в совершении им этого преступления найдено не было, его в конечном итоге исключили из числа подозреваемых. Во время допроса Литтл неожиданно дал признательные показания в совершении убийств Имоджен Джексон, Роуз Джексон, Патрисии Энн Келли и в совершении убийства 48-летней Дорис Орли Хэйес, с которой он познакомился во время занятий в вечерней школе и которую он убил 10 апреля 1988 года. Все показания Джерри Литтла были зафиксированы с помощью видеозаписи, после чего ему были предъявлены обвинения

## Суд
Судебный процесс начался в сентябре 1990 года. Для того чтобы избежать смертной казни, Джерри Литтл со своей командой защиты подал ходатайство о совместном рассмотрении все обвинений на одном судебном процессе, которое было удовлетворено. Признательные показания Литтла стали единственной уликой, изобличающей в совершении преступлений. Его адвокаты во время судебного процесса заявили о том, что Литтл дал заведомо ложные показания, находясь под давлением, и заявили о невменяемости своего подзащитного, ходатайствуя о проведении судебно-медицинской экспертизы, в то время как сам Джерри Литтл во время судебного процесса не пытался симулировать психическое расстройство и вину свою признал, на основании чего ходатайство его адвокатов было отклонено. Жена преступника, ряд его других родственников и знакомых дали показания в суде в качестве свидетелей защиты, характеризовали его крайне положительно. Тем не менее, в октябре 1990 года Джерри Литтл вердиктом жюри присяжных заседателей был признан виновным в совершении 4 убийств, сопряженных с изнасилованиями, и получил в качестве наказания 9 сроков в виде пожизненного лишения свободы.

## Последующие события
В 1993 году Джерри Литтл подал апелляцию на отмену приговора и назначение нового судебного разбирательства, которая была отклонена. По причине роста рецидивной преступности среди лиц, получивших условно-досрочно освобождение, в 1994 году штат Миссури принял законодательный акт, на основании которого преступники, которые были осуждены к длительным срокам тюремного заключения, должны отбыть не менее 85 % от общего наказания до получения права на условно-досрочное освобождение. Умер 18 февраля 1994 года.